# Hydrologue
L’hydrologue est un expert du cycle de l'eau qui étudie la proportion des précipitations qui ruisselle et celle qui est absorbée dans le sol. Il s'occupe des questions reliées aux systèmes de canalisation et aux niveaux des cours d'eau. Il s'occupe également de l'eau qui pénètre dans le sol pour l'irrigation racinaire des cultures et la nappe phréatique. Il s'occupe des flux ainsi que de la composition chimique des eaux et peut travailler étroitement avec les géochimistes.

## Description
Les scientifiques et les ingénieurs en hydrologie peuvent être impliqués dans des enquêtes sur le terrain et dans des travaux de bureau. Ils ont une formation universitaire spécialisée en hydrauliques, chimie et hydrologie, souvent au second cycle universitaire. Les principaux employeurs sont les services publics (surveillance des niveaux des rivières, des sécheresses, etc.), les universités, certaines entreprises privées et bureaux d'études spécialisées (surveillance des barrages, etc.).
Les hydrologues qui s'occupent de l'apport d'humidité pour les cultures agricoles sont appelés agrohydrologues. Les géohydrologues s'intéressent à l'écoulement de l'eau à travers une couche plus profonde où peut se former des rivières souterraines et des cavernes dont l'eau va se retrouver à terme dans la mer ou être pompé à travers des puits artésiens.

## Travail
L'hydrologue utilise les outils et concepts des sciences de la Terre et des sciences de l'environnement, notamment de la géographie physique, de la géologie ou du génie civil et environnemental. Grâce à diverses méthodes, il collecte des données sur les apports de précipitations et les pertes par écoulements, absorption, etc.. Il utilise des modèles informatiques pour analyser ces données et connaître les causes de divers problèmes comme la surexploitation des eaux, leur pollution, la salinisation et la dégradation environnementales affectant le cycle de l'eau afin de prévenir et amoindrir les conséquences. L'hydrologue peut ainsi être amené à participer à la conception d'aménagements comme les barrages, les digues, les égouts pluviaux.